# Adelheit Sibylla Schwartz
Adelheit Sibylla Schwartz, geborene Röther, (* 1656 oder später, wahrscheinlich in Zellerfeld; begraben am 29. März 1703 in Berlin-Friedrichswerder) war eine deutsche Pietistin.

## Leben und Wirken
Adelheit Sibylla Schwartz war eine Tochter von Valentin Röther (* um 1615/20 wahrscheinlich in Quedlinburg) und dessen Ehefrau Katharina, geborene Schlotterbeck (* 28. Dezember 1627 in Tübingen). Ihr Vater wirkte ab 1650 als Organist in Tübingen und von 1656 bis 1666 als ebensolcher in Zellerfeld. Der Großvater mütterlicherseits war der Tübinger Schuhmacher Hans Schlotterbeck.
Wie Schwartz Kindheit und Jugend verbrachte, ist nicht ausreichend dokumentiert. Es ist jedoch wahrscheinlich, dass ihre Eltern sie während dieser Jahre pietistisch beeinflussten. Quellen nennen sie erstmals 1677/78, als sie sich gemeinsam mit August Hermann Francke Sprachstudien widmete. Francke, mit dem sie lebenslang befreundet blieb, bezeichnete sie freundschaftlich als „Debora“. Während dieser Zeit schlug Philipp Jacob Spener in seiner Pia desideria vor, die Kirche zu reformieren. Spener schrieb 1677 darüber hinaus vom „Geistlichen Priestertum“, in dem er Ideen Luthers aufgriff und damit den Willen zu Reformen stärken wollte. Schwartz maß dieser Schrift eine zentrale Bedeutung bei. Es ist anzunehmen, dass sie in der Folgezeit im Umfeld Speners und Johann Jakob Schützes in Frankfurt lebte.
Schwartz lernte vielleicht in Frankfurt um 1675 den Maler Johann Heinrich Schwartz kennen, der ab 1679 in Lübeck lebte. Beide heirateten um 1683 und bekamen von 1684 bis 1698 sieben Kinder. Sie lebten in der Lübecker Hundestraße und hielten dort Hausandachten ab, die die Polizei 1692 beobachtete. Schwartz ließ ihre Kinder in der Marienkirche taufen und schrieb am 16. Februar 1692 einen Brief an Superintendent August Pfeiffer, dessen Inhalt zeigt, dass Schwartz nach der Definition Speners ihren Glauben als „ecclesiola in ecclesia“, also nicht separatistisch, lebte.
Während Spener Bestrebungen, sich von der Kirche zu lösen und Sekten zu bilden, ablehnte, bezeichneten Personen im Umkreis von Schwartz die Kirche mitunter als „Babel“ und überlegten, sich von ihr zu trennen. Ihre Freundin Johanna Eleonora Petersen und Balthasar Jauert, der als Schwiegervater ihres Mannes einen Aussendekreis für Pennsylvanien-Siedler mitgründete, diskutierten über einen „Auszug aus Babel“. Die Freundschaft Schwartz’ mit dem Ehepaar Petersen führte wahrscheinlich dazu, dass die Pietistin Rosamunde Juliane von der Asseburg die Patenschaft ihres vierten Kind übernahm.
Als die Verfolgung der Pietisten Lübeck erreichte, sprach sich Superintendent Pfeiffer in seinen Predigten ausdrücklich gegen „falsche Lehren“ aus und veröffentlichte Publikationen, die auch über Lübeck hinaus wahrgenommen wurden. Hinzu kam, dass Francke Erfurt verlassen musste und J. W. Petersen in Lüneburg des Amtes enthoben wurde. Am 16. Februar 1692 wandte sich Schwartz in einem Brief an Pfeiffer und löste damit einen offenen Kampf aus. Der Brief selbst hatte einen harmlosen Inhalt, der keinen Konflikt hätte auslösen müssen. Er enthielt jedoch als Anlage die „Bezeugung“ eines anonymen Autors, die Schwartz als „ernstliche Offenbarung Gottes“ bezeichnete. Sie schrieb explizit, dass das Schreiben nicht von ihr stamme und sie den Namen des Verfassers nicht nennen werde. Die Autorin könnte die Schwärmerin Margarethe Jahn aus Halberstadt gewesen sein. Die „Bezeugung“ enthielt eine Bedrohung des Superintendenten mit Gottes Gericht und Beschimpfungen. Pfeiffer veröffentlichte das Schreiben unter Protesten Schwartzes, gefolgt von öffentlichen Diskussionen, die auch im Rat der Stadt und dem Geistlichen Ministerium geführt wurden. Da sich Schwartz weigerte, ihre Ansichten zurückzunehmen, musste sie Lübeck im August 1692 verlassen.
In den fünf Jahren danach reiste Schwartz durch Mittel- und Norddeutschland, lebte mitunter von ihrer Familie getrennt und stand in Kontakt mit verschiedensten Pietisten. In Halle fand sie geistige Unterstützung bei Justus Breithaupt und Christian Thomasius und insbesondere Francke. Im Herbst 1692 unterhielt sie sich mit ihm nahezu täglich über den Zustand der Kirche. Sie ignorierte den Rat Speners, Schwärmer und Enthusiasten zurückhaltend zu begegnen und verkehrte mit prophetisch-visionären Pietisten. Dazu gehörte im Dezember 1692 in Halberstadt und 1697 erneut in Lübeck Margarethe Jahn. Francke gab Schwartz zu verstehen, dass er diesen Umgang nicht gut heiße; die Diskussion hierzu erleichtern aber die Abgrenzung zwischen dem Pietismus und dessen radikalen Ausprägungen.
Auf Speners Fürsprache hin erlaubte die Stadt Lübeck Schwartz im Dezember 1693, die Stadt wieder betreten zu dürfen. Anfang 1694 brachte sie der führende Pietist Johann Salomon Hattenbach mit ihren zwei jüngsten Kindern auf dem Gut Hanshagen unter, wo seine Familie lebte. Sie hatte weiterhin Kontakt zu den anderen Mitgliedern ihrer Familie und unternahm weitere Ermutigungsreisen zu verfolgten Pietisten. 1695 trafen die Ehepaare Hattenbach und Schwartz in Hamburg den verfolgten Johann Heinrich Horb, der wenig später starb. In Halle unterstützte Schwartz regelmäßig die pädagogischen Initiativen Franckes, indem sie ihn ermutigte, Spenden einwarb und betete. Sie bemühte sich darum, dass Franckes unselbstständiger Vetter eine Ausbildung bekam und wurde die Patin von Franckes ältestem Kind.
Ende 1697 ging die Familie Schwartz nach Berlin, wo eine Toleranzpolitik gegenüber Reformierten und Pietisten herrschte. Die Familie traf hier Francke und viele Freunde wie Karl Hildebrand Freiherr von Danstein, Georg Rudolf von Schweinitz, Dodo von Knyphausen und die Ehefrau Eberhard von Danckelmanns. Schwartz stand in Kontakt mit Jane Leade, wodurch von Knyphausen, der Übersetzungen der Werke Leades bezahlte, wichtig für sie war. In Berlin verbesserte sich die wirtschaftliche Lage der Familie Schwartz nicht. Da Johann Heinrich Schwartz als Maler nur unregelmäßige Einkünfte hatte, musste sich die Familie verschulden. Adelheit Sibylla Schwartz verstarb nach mehrmonatiger Krankheit. Zu diesem Zeitpunkt waren ihre sechs lebenden Kinder zwischen fünf und achtzehn Jahre alt.